# Sophie Piper
Pour les articles homonymes, voir Fersen.
La comtesse Sophie Piper, née comtesse Eva Sophie von Fersen (1757-1816), est une aristocrate suédoise qui est dame d'honneur de la reine de Suède Élisabeth-Charlotte. Sophie de Fersen est la fille du comte de Fersen et de la comtesse, née Catherine de La Gardie. Sophie de Fersen épouse en 1777 le comte Adolf Ludwig Piper, chambellan du roi. Elle est aussi la sœur du comte Axel de Fersen, célèbre pour son amitié avec la reine Marie-Antoinette, et de la comtesse Klinckowström. La comtesse Piper est aussi la cousine de la comtesse Löwenhielm, maîtresse du duc de Sudermanie, futur roi Charles XIII, et de la baronne Höpken. Sa tante est la fameuse femme de sciences, la comtesse Eva Ekeblad. 

## Biographie
La comtesse Piper est reconnue à la cour de Suède pour sa beauté à l'époque gustavienne. Le jeune prince Kourakine conquiert son amitié pendant son séjour à la Cour de Stockholm. Le prince Frédéric-Adolphe de Suède (1750-1803), duc d'Ostrogothie et frère du roi, lui demande sa main en 1774, après avoir essuyé le refus de sa cousine Ulrique de Fersen, mais le comte de Fersen refuse, ne voulant pas lier sa famille à celle du roi, et sa fille elle-même n'en veut pas. Finalement, Sophie de Fersen épouse en 1777 le comte Adolf Ludwig Piper (1750-1795), chambellan à la cour, dont la famille est comme la sienne d'origine germanique. La jeune comtesse se lie aussi d'amitié avec le baron Evert Wilhelm von Taube (sv), cousin de la fameuse comtesse von Hessenstein. Elle devient maîtresse de la cour, c'est-à-dire première dame d'honneur, de la duchesse royale, future reine Charlotte, et conquiert son amitié. Les Mémoires de la future reine de cette époque, écrites sous forme de lettres adressées à la comtesse sont un témoignage de première importance de la société gustavienne d'alors. La duchesse royale considérait que la comtesse Piper était la seule amie qu'elle eût en Suède. Elle écrit d'ailleurs une biographie de la comtesse Piper en 1816.
Devenue veuve en 1795, la comtesse Piper suit son ancien amant, le baron von Taube, et se rend avec lui en Allemagne en 1798. Mais il meurt à Carlsbad en 1799 et la comtesse retourne en Suède. Elle prend en charge la maison de son frère, le comte Axel de Fersen en 1801. Elle est la proche confidente de son frère qui avait été l'ami proche de Marie-Antoinette.
La famille Fersen est l'alliée du parti gustavien lorsque le roi Gustave IV Adolphe est déposé en 1809 et soutient la cause du fils de ce dernier comme héritier du trône. Mais c'est le prince Charles-Auguste qui est finalement choisi. Celui-ci meurt d'une attaque quelques mois plus tard en 1810. Aussitôt les partisans de Charles-Auguste accusent certaines familles de la haute noblesse d'avoir comploté contre lui et de l'avoir fait empoisonner. Les Fersen sont les premiers visés. Le comte Axel de Fersen est assassiné par la foule, en marge de la procession funéraire du prince, le 20 juin 1810.
La comtesse Piper réussit à s'enfuir de Stockholm déguisée en domestique et se réfugie au château de Rydboholm, et quelques jours plus tard, elle est placée sous protection royale au château de Vaxholm, forteresse royale entourée d'eau, jusqu'en novembre. Entretemps la comtesse demande à la cour d'examiner son cas et obtient la levée de toute accusation à la fin de l'année. Elle reçoit de nombreuses propositions de mariage pendant sa réclusion à Vaxholm, dont celle du célèbre général-baron von Döbeln à qui elle refuse sa main, mais avec qui elle entretient une correspondance suivie.
La comtesse était louée pour sa beauté, mais on la craignait aussi pour ses remarques acerbes et son ambition. Elle vécut pendant ses vieux jours au château de Löfstad, près de Norrköping.

## Source
- (en) Cet article est partiellement ou en totalité issu de l’article de Wikipédia en anglais intitulé « Sophie Piper » (voir la liste des auteurs).